# Manuela Rottmann

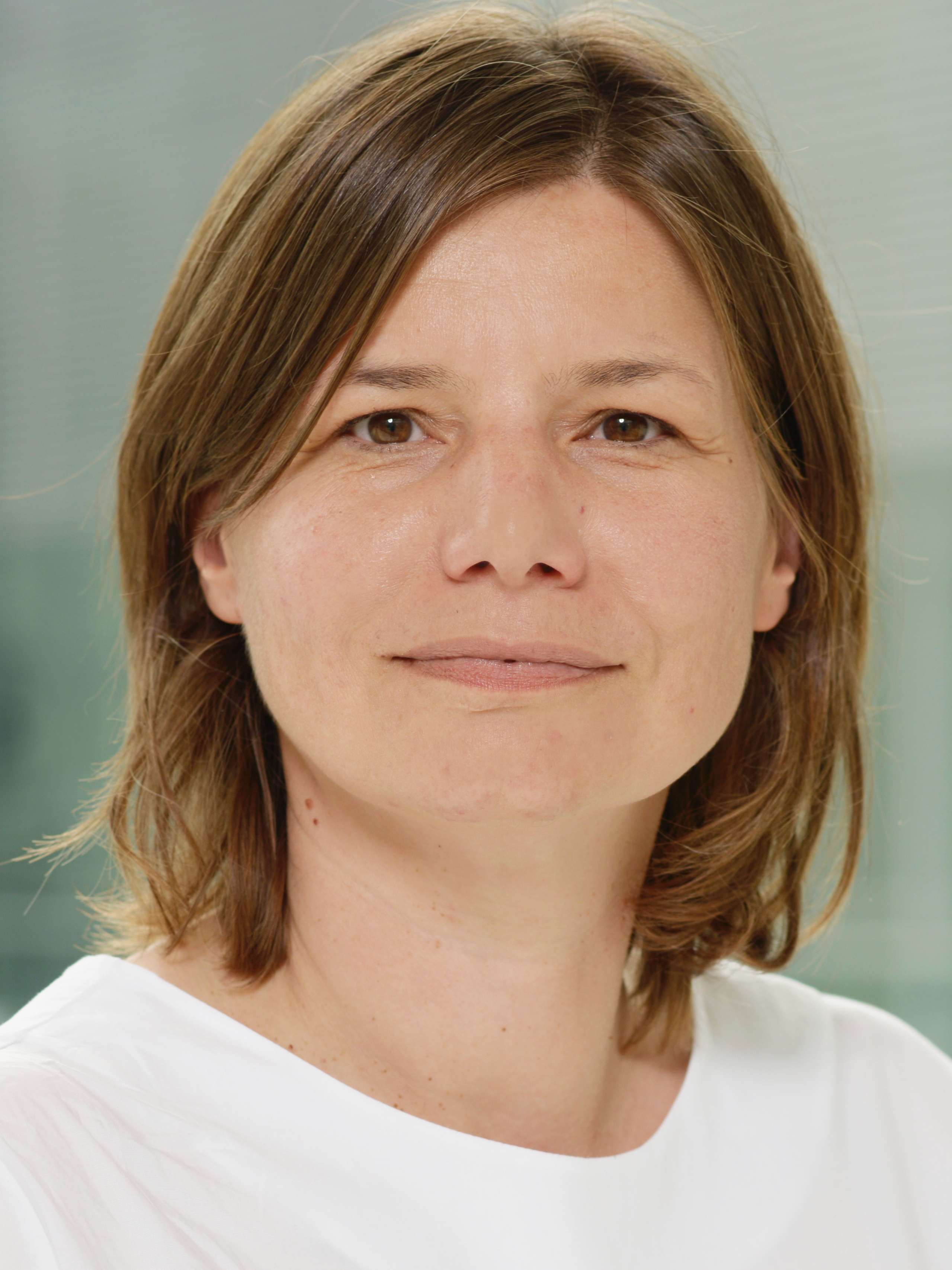
Manuela Rottmann, 2017

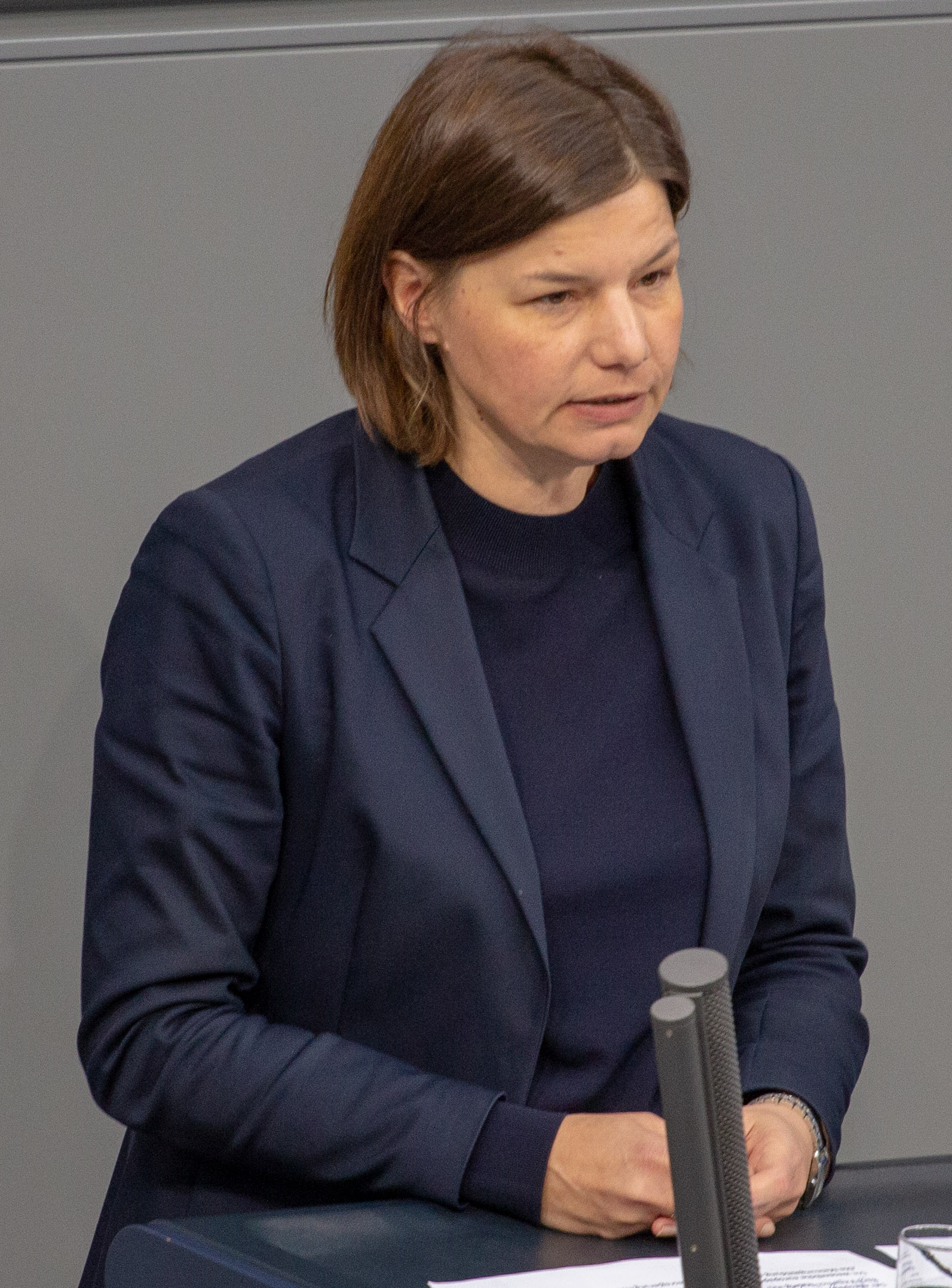
Manuela Rottmann, 2019

Manuela Rottmann (* 9. Mai 1972 in Würzburg) ist eine deutsche Juristin und Politikerin (Bündnis 90/Die Grünen). Von 2017 bis 2024 war sie Mitglied des Deutschen Bundestages. Sie war von Dezember 2021 bis Dezember 2022 Parlamentarische Staatssekretärin beim Bundesminister für Ernährung und Landwirtschaft.

## Leben
Nach der Grundschule in Eßleben besuchte die Tochter eines Polizeibeamten Gymnasien in Schweinfurt, Würzburg und Hammelburg und bestand 1991 am Frobenius-Gymnasium in Hammelburg das Abitur. Von 1991 bis 1998 studierte sie Politikwissenschaften, Soziologie, Volkswirtschaftslehre und Rechtswissenschaften an der Universität Würzburg, in Frankfurt am Main und in Aix-en-Provence. 1998 beendete sie ihr Studium mit dem Ersten Juristischen Staatsexamen in Frankfurt am Main. Von 1998 bis 2004 war sie Wissenschaftliche Mitarbeiterin am Institut für Öffentliches Recht der Universität Frankfurt am Main. 2004 bestand sie das Zweite Juristische Staatsexamen in Hessen. Von 2004 bis 2006 war sie wissenschaftliche Mitarbeiterin am Deutschen Institut für Urbanistik in Berlin. 2006 wurde sie mit einer von Georg Hermes betreuten Arbeit in Frankfurt zur Dr. jur. promoviert. Von 2012 bis März 2017 arbeitete sie als juristische Referentin für die DB Netz AG.
Rottmann ist geschieden und hat einen Sohn. Sie ist römisch-katholischer Konfession.

## Politik
Rottmann trat bereits 1991 als Schülerin den bayerischen Grünen bei. Erste politische Erfahrungen sammelte sie bei dem Volksbegehren Das bessere Müllkonzept. Von 1995 bis 1996 war sie Bundesvorstandssprecherin des Grün-Alternativen Jugendbündnisses (GAJB). Von 1999 bis 2001 war sie Sprecherin des Kreisvorstands von Bündnis 90/Die Grünen in Frankfurt am Main.
Bei der Bundestagswahl 2002 war sie Direktkandidatin im Wahlkreis Frankfurt am Main I.
Rottmann war von 2006 bis 2012 hauptamtliche Dezernentin für Umwelt, Gesundheit (ab 2011 auch für Personal) im Magistrat von Frankfurt am Main.
Bei der Bundestagswahl 2017 wurde sie auf der Liste der bayerischen Grünen zum Mitglied des Deutschen Bundestages gewählt. Im 19. Deutschen Bundestag war sie Obfrau ihrer Fraktion im Ausschuss für Recht und Verbraucherschutz. Zudem war sie Mitglied im Wahlprüfungsausschuss sowie stellvertretendes Mitglied im Petitionsausschuss und im Ausschuss für Gesundheit.
Von 2017 bis 2019 war sie Bezirksvorsitzende der Grünen Unterfranken. Bei der bayerischen Kommunalwahl kandidierte sie als Landrätin im Landkreis Bad Kissingen. Rottmann erreichte 24,1 Prozent der Stimmen und landete damit auf dem zweiten Platz hinter Amtsinhaber Thomas Bold (CSU). Seit den Kommunalwahlen 2020 ist sie Mitglied im Kreistag Bad Kissingen.
Bei der Bundestagswahl 2021 zog sie über die bayerische Landesliste erneut in den Deutschen Bundestag ein. Ab dem 8. Dezember 2021 war sie Parlamentarische Staatssekretärin beim Bundesminister für Ernährung und Landwirtschaft, Cem Özdemir. Sie legte dieses Amt im Zuge ihrer Kandidatur bei der Oberbürgermeisterwahl in Frankfurt am Main zum Jahresende 2022 nieder. Ihr folgte Claudia Müller nach. Seinerzeit war sie ordentliches Mitglied im Rechtsausschuss sowie stellvertretendes Mitglied im Ausschuss für Inneres und Heimat.
Rottmann kandidierte für die Grünen in Frankfurt am Main bei der Oberbürgermeisterwahl am 5. März 2023. Sie verfehlte jedoch den Einzug in die Stichwahl.
Ende April 2024 kündigte Rottmann an, nicht für die Wahl zum 21. Deutschen Bundestag anzutreten.
Am 16. November 2024 wurde Rottmann zur Bundesschatzmeisterin und damit in den Bundesvorstand von Bündnis 90/Die Grünen gewählt. Sie legte aufgrund dieser Wahl ihr Mandat im Bundestag am 1. Dezember 2024 nieder. Für sie rückte Uwe Kekeritz nach.
Rottmann ist Mitglied der überparteilichen Europa-Union Deutschland, die sich für ein föderales Europa und den europäischen Einigungsprozess einsetzt.

## Schriften
- Manuela Rottmann: Vom Wettbewerbsrecht zur Ordnungspolitik. Art. 86 Abs. 2 EGV. In: Schriftenreihe europäisches Recht, Politik und Wirtschaft. Nr. 342. Nomos, Baden-Baden 2008, ISBN 978-3-8452-0990-6, doi:10.5771/9783845209906 (nomos-elibrary.de [abgerufen am 18. November 2022] Zugl.: Frankfurt (Main), Univ., Diss., 2006/2007; nach dem Vorwort).